# Convento jurídico bracarense

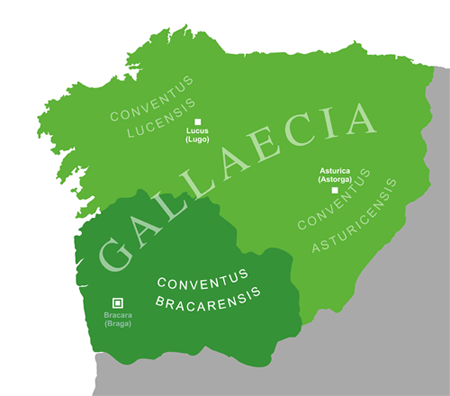
Extensión del conventus Bracarensis, en Gallaecia (Galicia), a finales del siglo III, en el Imperio romano.

El convento jurídico bracarense (en latín, conventus juridicus Bracarensis) era una entidad administrativa romana de la Gallaecia situada en el noroeste de la península ibérica, en la provincia romana Tarraconense. Su nombre deriva de su capital, Bracara Augusta (actual Braga, Portugal), la ciudad más importante del convento y que gobernaba económica y administrativamente en todo el territorio.

## Límites y territorio
Tenía como límites el río Duero al sur que marcó la frontera con la Lusitania, al norte con el río Verdugo, en la parte sur de la provincia de Pontevedra y el río Sil, ambos fronterizos con el conventus Lucensis. Su orilla oriental la marcaba el curso del río Navea, que limitaba, a su vez, con el conventus Asturicensis. Sus fronteras continuaban hacia el sur  en las actuales comarcas de Tierra de Trives, Valdeorras y Viana, que pertenecían a los dominios de Asturica Augusta. Su límite meridional lo formaba el curso del río Duero, que separaba este conventus del conventus Scalabitanus, en la provincia Lusitania.
Algunos autores defienden que la frontera norte del conventus Bracarensis incluía la ría de Pontevedra, por lo que la península del Morrazo no pertenecería al conventus Lucensis sino al Bracarensis.